# Jakopičev paviljon
Jakopičev paviljon je bivša galerija (v secesijskem slogu), ki jo je leta 1908 postavil slikar Rihard Jakopič po načrtih arhitekta Maksa Fabianija; to je bilo prvo namensko zgrajeno umetniško razstavišče v Sloveniji. Paviljon je stal na začetku Lattermannovega drevoreda v Parku Tivoli (Ljubljana).
Vse do druge svetovne vojne je bil paviljon osrednje razstavišče slovenske likovne umetnosti, kjer so razstavljali slikarji, kiparji in fotografi sodobne umetnosti.

## Zgodovina
Jakopič je sam financiral gradnjo objekta, saj je bil prepričan, da umetnik potrebuje stalen stik z javnostjo. Fabiani mu je zastonj naredil načrte, medtem ko mu je mesto Ljubljana za sedem let dalo zemljišče v najem po simbolični ceni. Paviljon je bil zgrajen po zgledu dunajske secesije. Imel je preddverje z veliko dvorano, na levi strani se je nahajala soba za stalne razstave in mali atelje in na desni strani od vhoda pa se je nahajala risarsko-slikarska šola.
12. junija 1909 je potekala slavnostno odprtje paviljona s 3. slovensko umetniško razstavo; sodelovalo je 22 umetnikov s 172 slikami in 20 kipi. Naslednje leto je Jakovič  v paviljonu organiziral pregledno razstavo 80 let upodabljajoče umetnosti na Slovenskem.
Zaradi pomanjkanja denarja je leta 1923 paviljon odkupilo mesto in ga namenila za društvo Narodna galerija. Leta 1954 so paviljon prenovili.
V decembru 1961 in januarju 1962 so paviljon, kljub protestom, zaradi gradnje železniške proge porušili. S tem je Jakopičev paviljon ostal brez prostorov; novembra 1962 so ga preimenovali v Mestno galerijo ter pričeli z gradnjo novih prostorov na Mestnem trgu 5.
Na paviljon na lokaciji, kjer je stal, danes spominja kip Riharda Jakopiča, delo Bojana Kunaverja.